# Argo (banda)
Argo (en griego: Αργό; anteriormente: "Europond") es una banda musical griega, fundada bajo el nombre de Europond el día 31 de agosto del año 2001 en la ciudad de Salónica. Tiene un estilo de hip hop y está compuesta por seis integrantes: Christina Lachana y Vladimiros Sofianidis como vocalistas principales, María Venetikidou como corista, Ilias Kesidis como vocal y percusionista, Kostas Topouzis con la lira y Alekos Papadopoulos con la batería.
La banda, contratada por la compañía discográfica Underground Sound Studio, ha lanzado diversos singles cantados en idioma griego y en el dialecto griego póntico con sonidos tradicionales del país, mezclados con elementos de Ska y música popular. También han actuado en numerosas ciudades de Grecia, lo que les ha permitido darse a conocer a nivel nacional
Tras diversos rumores de que la banda "Europond" representaría a Grecia en Eurovisión saltó la noticia de que la banda ha sido rebautizada con el nombre de "Argo", sin que se aclarase el motivo. Finalmente, el día 9 de febrero de 2016, Dionysis Tsaknis director general de la cadena nacional Ellinikí Radiofonía Tileórasi (ERT) anunció públicamente en rueda de prensa que Argo habían sido elegidos mediante selección interna (la primera selección interna del país desde 2004) representantes de Grecia en el Festival de la Canción de Eurovisión 2016, que se celebrará en Estocolmo, Suecia. Interpretarán la canción "Utopian land".

## Miembros
- Christina Lachana (Vocalista principal)
- Vladimiros Sofianidis ("ibídem")
- María Venetikidou (Corista)
- Ilias Kesidis (Vocal y percusionista)
- Kostas Topouzis (Lira)
- Alekos Papadopoulos (Batería)